# Senza freni (film 2012)
Senza freni (Premium Rush) è un film del 2012 diretto da David Koepp, con protagonista Joseph Gordon-Levitt.

## Trama
Wilee, un bike-messenger, si reca presso la Columbia University dove la giovane Nima gli affida il compito di consegnare entro 90 minuti una busta ad un preciso indirizzo di Chinatown. Wilee utilizza una bici con telaio in acciaio, a scatto fisso e senza freni, senza paura di affrontare il traffico. Quella che sembrava una consegna come tante, si rivela per il messaggero una vera corsa contro il tempo, quando scopre che un poliziotto corrotto vuole impossessarsi della misteriosa busta. Il giovane messaggero e il poliziotto danno vita a una serie di inseguimenti mozzafiato per le strade di New York.

## Produzione

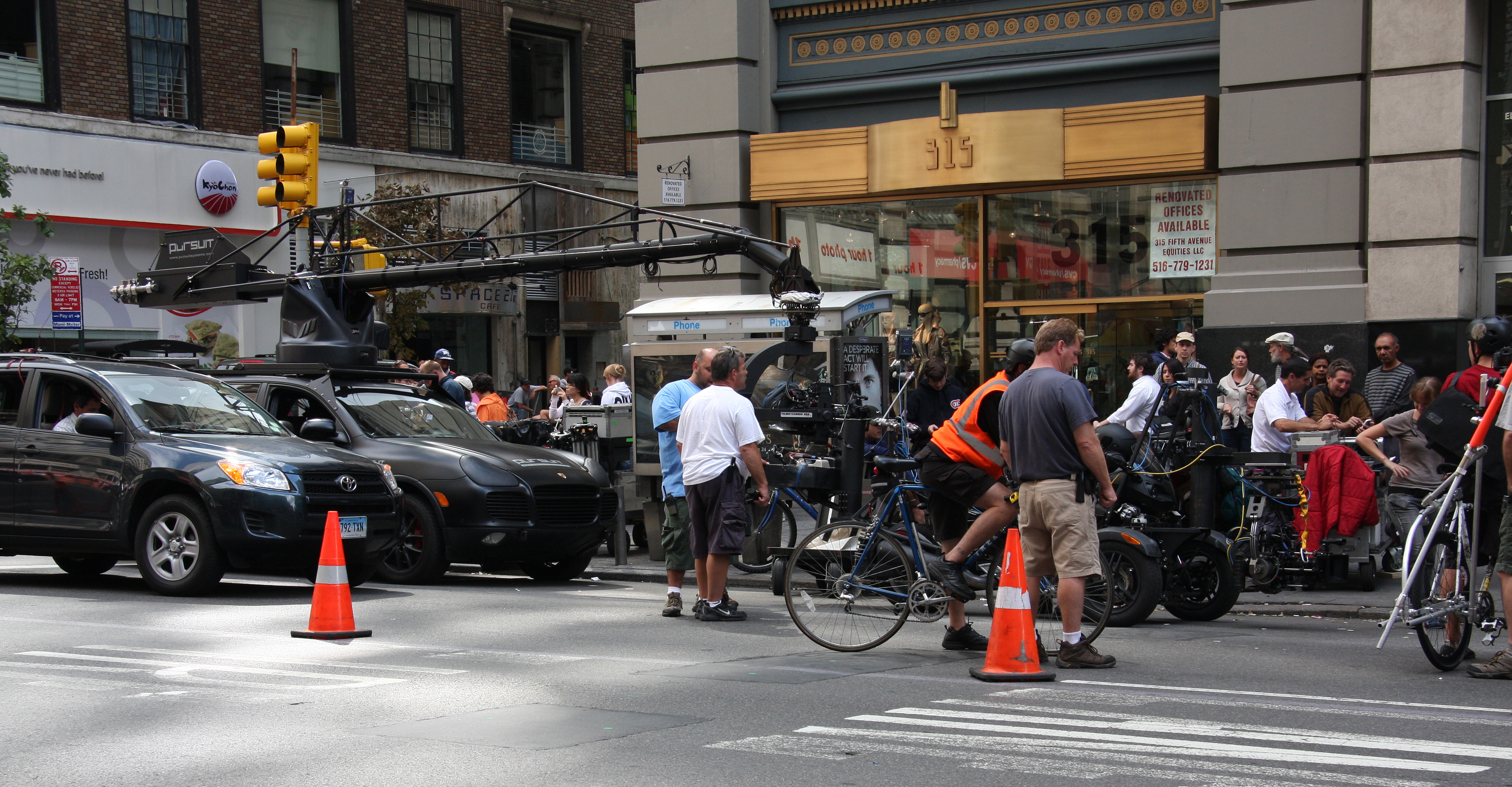
La troupe si appresta a girare una scena del film.

Le riprese del film hanno avuto luogo interamente a New York City e sono iniziate a metà luglio 2010. Il 1º agosto 2010, durante le riprese, l'attore Joseph Gordon-Levitt ha impattato contro la parte posteriore di un taxi mentre andava a tutta velocità in bicicletta. Nell'urto contro il lunotto l'attore ha riportato al braccio una ferita che ha richiesto 31 punti di sutura. Una breve ripresa con le conseguenze dell'incidente è stata inclusa nei titoli di coda del film.

## Promozione
Dopo un primo trailer, distribuito nel settembre 2011, il 1º giugno 2012 è stato diffuso un nuovo trailer del film, che vede protagonista Joseph Gordon-Levitt impegnato in scene ad alta velocità.

## Distribuzione
Il film è stato distribuito nelle sale cinematografiche statunitensi il 24 agosto 2012 dalla Sony Pictures Classics. Dopo un'iniziale programmazione nelle sale, prevista per il 29 novembre 2012, la Warner Bros. ha deciso di distribuire il film in Italia direttamente per il mercato home video.
L'11 gennaio 2013 è uscita la versione a noleggio del DVD.

## Controversie
Nel 2011 lo scrittore Joe Quirk ha intentato una causa per violazione di copyright. Secondo Quirk la trama di Premium Rush avrebbe molte analogie con una sua sceneggiatura basata sul suo romanzo del 1998, The Ultimate Rush.

## Accoglienza

### Incassi
Negli Stati Uniti il film ha incassato 19,7 milioni di dollari, di cui 6,3 nel primo weekend.